# Зилинга
Зилинга (на латински: Silinga, Salinga) е принцеса от херулите и кралица на лангобардите като третата съпруга на крал Вахо (упр. 510 – 540) от род Летинги.

## Биография
Дъщеря е на Рудолф (ок. 500 – 510), последният крал на херулите в днешна Норвегия.
Зилинга се омъжва за херцога и краля на лангобардите Вахо, след Аустригуза, майката на Визигарда и Валдерада. Тя ражда на Вахо един син Валтари, който става негов наследник на трона. При смъртта на Вахо през 540 г. Валтари е още малолетен, поради което Аудоин от родът на династията Гаузи поема регентството. Седем години след това през 545 г. Валтари и династията му падат и Аудоин става крал.